# Angry Birds Star Wars II
Angry Birds Star Wars II est un jeu vidéo de type artillerie et puzzle développé et édité par Rovio Entertainment, sorti en 2013 sur Windows, iOS, Android et Windows Phone.
Il reprend le concept du jeu d'artillerie consistant à détruire des édifices adverses en lançant des oiseaux, plongé dans l'univers de Star Wars, l'intrigue abordant notamment les trois films de la prélogie. La particularité de ce titre réside dans son aspect jouet vidéo, qui offre la possibilité à des figurines d'être connectées au jeu via un socle appelé « Telepods », et d'animer les personnages correspondant à l'écran. Un petit personnage à l'effigie du jeu peut être placé sur le Telepods et approché de l'écran ; celui-ci est alors détecté dans le jeu et peut être utilisé. Ces jouets sont conçus en partenariat avec le fabricant de jouets Hasbro. Le jeu permet aussi d'incarner les cochons.
Le jeu est par la suite porté sur PC. Le jeu est bien accueilli par la presse spécialisée lors de sa sortie, bien que la présence d'achats fréquents soit remarquée, même s'ils restent optionnels.

## Accueil
- Gameblog : 8/10[2]
- Gamezebo : 4/5[3]
- IGN : 8,6/10[4]
- Pocket Gamer : 7/10[5]
- TouchArcade : 5/5[6]

Le jeu est bien accueilli par la presse spécialisée lors de sa sortie, bien que la présence d'achats fréquents soit remarquée, même s'ils restent optionnels,,,,.